# Jozef Sixta
Jozef Sixta (født 12. maj 1940 i Jičín, Tjekkoslovakiet, død 20. februar 2007 i Bratislava, Slovakiet) var en slovakisk komponist, pianist og lærer.
Sixta studerede komposition og klaver på Musikkonservatoriet i Bratislava (1955-1960), og forsatte senere sine kompositionsstudier på Akademiet for Udøvende kunst i Bratislava (1959-1964) hos Alexander Moyzes. Han skrev to symfonier, orkesterværker, kammermusik og instrumentalværker for mange instrumenter etc. Sixta studerede også komposition i Paris (1971) hos Olivier Messiaen og André Jolivet. Han underviste senere i komposition og teori på både Musikkonservatoriet og på Akademiet for Udøvende Kunst i Bratislava. (1976-2007).

## Udvalgte værker
- Symfoni nr. 1 (1964) – for orkester
- Symfoni nr. 2 (1988-1989) – for orkester
- Fire stykker (1979) – for orkester
- Tre stykker (1962) – for kammerorkester
- Suiter (1960) – for strygeorkester
- "Asynchronia" (1968) – for strygeorkester